# Conostegia brenesii
Conostegia brenesii är en tvåhjärtbladig växtart som beskrevs av Paul Carpenter Standley. Conostegia brenesii ingår i släktet Conostegia och familjen Melastomataceae.
Artens utbredningsområde är Costa Rica. Inga underarter finns listade i Catalogue of Life.